# 페넬레오스
페넬레오스(Peneleos)는 그리스 신화에 나오는 트로이 전쟁의 영웅이다. 데우칼리온의 아들 암픽티온의 후손으로서 히팔키모스와 아스테로페의 아들이다. 그의 고조부는 보이오티아라는 지명의 어원이 된 보이오토스이다. 페넬레오스는 황금의 양모피를 찾아나선 아르고호의 모험에 참가하였으며, 헬레네의 구혼자 가운데 한 사람으로서 트로이 전쟁에도 참가하였다. 그는 사촌형제인 아르케실라오스, 프로토에노르, 레이토스, 클로니오스 등과 함께 15척의 함선에 보이오티아 병사들을 이끌고 트로이를 공격하였다.